# Symfonie nr. 8 (Bruckner)
Symfonie nr. 8 in c-mineur is een compositie van Oostenrijks componist Anton Bruckner. De symfonie wordt soms "De apocalyptische" genoemd, maar Bruckner heeft die bijnaam nooit gebruikt.

## Ontstaan
Bruckner begon in 1884 met schetsen voor zijn 8e symfonie, toen hij 60 jaar oud was, en voltooide deze drie jaar later, in september 1887 in Steyr (Opper-Oostenrijk). 
Bruckner was een groot bewonderaar van Richard Wagner (maar geen navolger) en werd ook door diens werken beïnvloed. Dit blijkt bijvoorbeeld uit de belangrijke rol van de koperblazers in deze symfonie - en al zijn rijpe symfonieën - en zijn gebruik van chromatische harmonieën, bovenal de "oerthema's" die de grondslag vormen voor zijn symfonieën. Bruckner zelf zei dat een belangrijk figuur voor de hoornsectie in het adagio van de 8e symfonie was gebaseerd op Siegfrieds leitmotiv in Wagners Der Ring des Nibelungen. Dit figuur is ook aanwezig in de opening van zowel het eerste als laatste deel.
In oktober 1887 stuurde hij de partituur aan de dirigent Hermann Levi. Zijn reactie was zo kritisch dat Bruckner in een depressie raakte. In de drie jaar hierna werkte hij zijn symfonie om, met de grootste revisies in 1889 en 1890. Over het algemeen wordt aangenomen dat Bruckner door de kritiek twee fundamentele punten anders ging beschouwen: een nieuwe kijk op structuren met een overgangsfunctie en de orkestratie van houtblazers en hoorns, die in de eerste versie domineerde maar in de tweede versie meer in lijn was gebracht met de meer geaccepteerde klankwereld van Richard Wagner.
Bruckner verving het oorspronkelijke coda van het eerste deel, dat ff eindigde, door een rustig slot. Voor het scherzo componeerde hij een volledig nieuw trio en hij wijzigde de climax van het adagio van C-majeur naar Es-majeur; het aantal bekkenslagen reduceerde hij van zes (in twee paren van drie) naar twee (per punt nog maar een bekkenslag). Hij voerde ook veranderingen door in de instrumentatie (het hout wordt drievoudig, de hoorns achtvoudig en de harpen dubbel bezet). Met de vier Wagnertuba's leidt dit tot een karakteristiek donkere klankkleur. Op advies van Josef Schalk (voormalig leerling van Bruckner en groot pleitbezorger van zijn werken) voerde hij grote wijzigingen door in het adagio en de finale.
Bruckner droeg de 8e symfonie op aan keizer Franz Jozef I. Het verhaal gaat dat Bruckner bij een audiëntie steun heeft gevraagd bij de monarch tegen de gevreesde "paus onder de critici" Eduard Hanslick.

### Versies
Door bovengenoemde revisies zijn er meerdere versies van deze symfonie in omloop:
- Originalfassung - de onbewerkte versie uit 1887.
- Versie van Schalk (1892).
- Versie van Robert Haas (1932). Haas ging terug naar de onbewerkte versie uit 1887, maar verwerkte in zijn versie de technische verbeteringen van Bruckner uit 1890. Première: Wilhelm Furtwängler op 5 juli 1939
- Versie van Leopold Nowak (1955). Deze is volledig gebaseerd op de definitieve versie uit 1890.
- Versie van Paul Hawkshaw (2017). Een uitgave van de onbewerkte versie uit 1887 met gemoderniseerde notaties (van met name koperblazers).[2]

## Delen
I. Allegro moderato
Het eerste deel heeft drie thema's: het door Siegfried geïnspireerde hoofdsubject dat mysterieus opent in de lagere strijkers, het hier sterk mee contrasterende cantabile subject in Bruckners favoriete ritmische patroon van twee noten die worden gevolgd door triolen en een rustig codetta. Een omvangrijke doorwerking van deze ideeën volgt, waarna de recapitulatie begint met een combinatie van het eerste en tweede subject, krachtig geschreven voor het volledige orkest. Het coda heeft een tragische teneur, maar het einde verschilt sterk per versie. 
II. Scherzo: Allegro moderato - Trio: Allegro moderato
Het scherzo wordt wel eens vergeleken met een titanendans. Bruckner zelf beschreef het deel als een beeld van de "Deutscher Michel", symbool van de eigenzinnigheid en boeren-onbeleefdheid in het Duitse karakter. Het trio verschilt sterk per versie.
III. Adagio: feierlich langsam, aber nicht schleppend
Het adagio is gemodelleerd naar dat van Beethovens 9e symfonie (net als de volgorde van eerst scherzo en daarna adagio): twee secties met een eigen thema die tweemaal worden gevarieerd, met als centraal deel de ontwikkeling hiervan. Het deel eindigt met een diepzinnig, stil coda.
IV. Finale: Feierlich, nicht schnell
Net als het openingsdeel kent de finale drie contrasterende thema's. Het eerste is een krachtig thema voor de koperblazers die door hamerende snaargeluiden (kwartnoten) worden begeleid en zo een krijgsgeluid bereiken. Het tweede thema is lyrisch en vloeiend, het derde een stampende mars die in een plechtige koraal eindigt. Deze drie ideeën worden in een omvangrijke sectie doorgewerkt, waarna een recapitulatie met variaties volgt, die overgaat in een lang coda en eindigt in een triomfantelijke, climactische apotheose.

## Receptie
De eerste uitvoering van de symfonie nr. 8 was op 18 december 1892, onder Hans Richter. Deze was een groot succes. Hugo Wolf noemde het werk "de creatie van een gigant, die in spirituele dimensies en conceptuele omvang alle andere symfonieën van de meester oversteeg". Zelfs Hanslick, een van Bruckners felste critici, moest de grootheid van het werk erkennen.